# Without Deception
Without Deception ist ein Jazzalbum des Kenny Barron / Dave Holland Trios mit Johnathan Blake. Die 2019 entstandenen Aufnahmen erschienen 2020 auf Dare2 Records.

## Hintergrund
Die Zusammenarbeit von Kenny Barron und Dave Holland reicht bis 35 Jahre bis in die Mitte der 1980er-Jahre zurück; in dieser Zeit entstand Barrons Trio-Album Scratch. Fünf Jahre nach ihrer letzten Zusammenarbeit (The Art of Conversation, Impulse!, 2014) trafen sich der Pianist Kenny Barron und der Bassist Dave Holland erneut, diesmal zu einer Trio-Session mit dem Schlagzeuger Johnathan Blake. Dieser hatte zuvor mit Barron bei seinem Trio-Album Book of Intuition (2016) und dem Quintett-Album Concentric Circles aus dem Jahr 2018 mitgewirkt, aber noch keine Spielerfahrung mit Holland.
Die Vinyl-Version des Albums enthält zwei Bonustracks, Blakes „Can Tomorrow Be Brighter“ und Kenny Wheelers „Mabel“.

## Titelliste

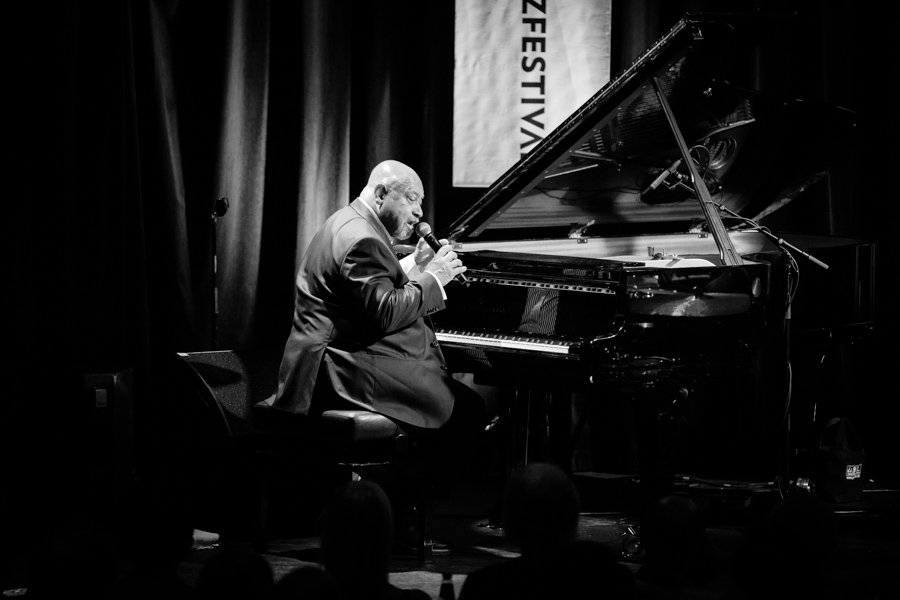
Kenny Barron auf dem Oslo Jazzfestival 2018

- Kenny Barron / Dave Holland Featuring Johnathan Blake: Without Deception (Dare2 Records DR2-011)[3]
  1. Porto Alegri (Barron) 5:20
  2. Second Thoughts (Mulgrew Miller) 5:51
  3. Without Deception (Barron) 6:53
  4. Until Then (Barron) 6:50
  5. Speed Trap (Barron) 6:48
  6. Secret Places (Sumi Tonooka) 6:58
  7. Pass It On (Holland) 6:01
  8. Warm Valley (Duke Ellington)  7:39
  9. I Remember When (Holland) 8:27
  10. Worry Later (Thelonious Monk) 5:03

## Rezeption
Das Album erfuhr durchweg positive Resonanz; der Kritiker Howard Reich (Chicago Tribune) zählt es zu den besten Veröffentlichungen im Jazz des ersten Halbjahrs 2020 und lobte, nur wenige Piano-Trio-Aufnahmen seien einladender als diese, vor allem dank Barrons chopinesker Herangehensweise an das Klavier. Sein sanfter Ton und sein Anschlag spiegelten sich warm im Bassisten Holland und im Schlagzeuger Blake wider, den Musikern, die durchscheinende Interpretationen von Kompositionen von Barron, Holland und anderen schufen. Die Redaktion von JazzTimes listete das Album auf Rang 24 der besten Neuveröffentlichungen des Jahres.
Im August 2020 wurde Without Deception in die Vierteljahresliste des Preises der deutschen Schallplattenkritik aufgenommen. In der Begründung schrieb Marcus A. Woelfle für die Jury: „Wie geistreich, elegant und mitreißend sind diese drei!“ Die Erweiterung des eingespielten Duos von Barron und Holland durch Blake berge „zugleich Vertrautheit und Überraschungspotential.“ Das seien „beste Voraussetzungen für einen ehrlichen Triolog »without deception«, überwiegend mit Eigenkompositionen auf Grundlage eines im Jazz der sechziger Jahre verankerten zeitlos-klassischen Stils. Hier stimmt einfach alles: Inspiration, Integration, Interaktion.“
Matt Collar verlieh dem Album in Allmusic vier Sterne und schrieb, diese Spieler hätten tiefe kreativen Bindungen und eine Fülle persönlicher musikalischer Erfahrungen in dieses Projekt eingebracht. „Drei virtuose Musiker zu haben, könnte zu einem Kampf um die Vorherrschaft bei einem bestimmten Song führen, aber Barron, Holland und Blake spielen mit Großzügigkeit und Geist, während sie sich gegenseitig die Auftritte fördern.“ Obwohl sie sich nie zu weit von den wichtigsten diatonischen und chromatischen Tonalitäten eines bestimmten Songs entfernen, gebe es viele warme Harmonien und einfallsreiche Töne, notierte Collar. Darüber hinaus gebe es einen zugrunde liegenden Einfluss von Thelonious Monk, der sich durch einen Großteil des Albums ziehe, insbesondere in dem flotten, von Barron verfassten Titeltrack mit seinen auf und ab gehenden Linien und seiner hellen Melodie. Das Trio unterstreiche die Verbindung zu Monk mit ihrer bissigen Album-Schlussaufnahme von Monks weniger gespieltem Stück Worry Later.

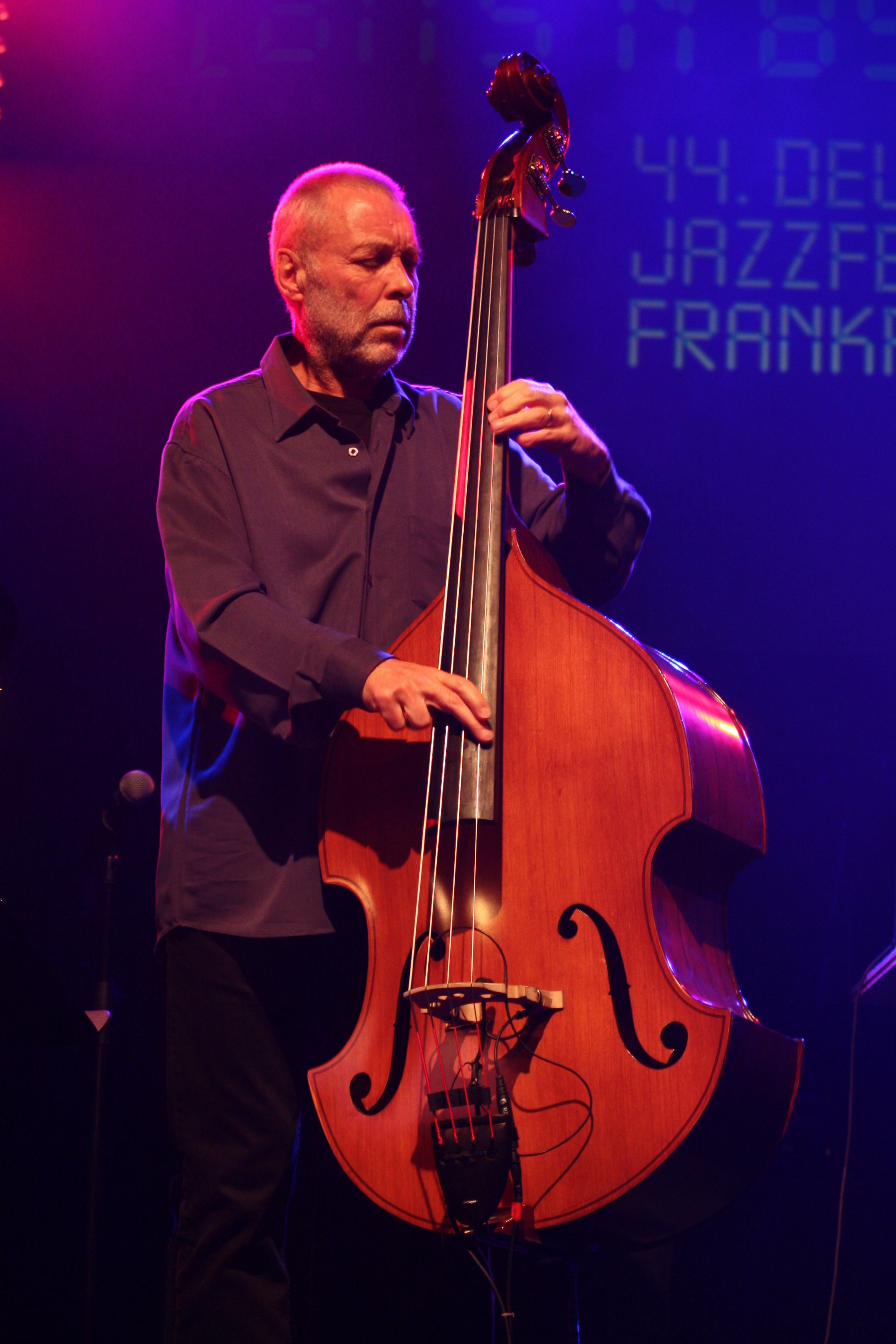
Dave Holland auf dem Deutschen Jazzfestival 2013

Nach Ansicht von Mike Jurkovic, der das Album in All About Jazz rezensierte, mache die Mitwirkung von Jonathan Blake Without Deception zu einem wichtigen Amalgam aus Stil und Verständnis. Dies sei eine Lektion darüber, wie drei Personen kommunizieren können.
Dave Gelly schrieb im Guardian, alle drei seien herausragende Musiker, deren Bewegungen elegant und sicher ist. Barron müsse heute zu den technisch vollkommensten Pianisten im Jazz gehören, wie sein Spiel auf Speed Trap zeige, während Hollands voller, warmer Ton und seine feste Linie großartig sind. Was Blake betreffe, sei seine Zeitbeherrschung unglaublich – knifflig und verspielt, aber millisekundengenau. Um zu hören, wie sie aus einem einfachen Groove ein kleines Meisterwerk machen, solle man Pass It Onhören, Hollands Hommage an den verstorbenen Schlagzeuger Ed Blackwell.
Nach Ansicht von Ralf Dombrowski (Jazz thing) hatte man noch nie das Gefühl, dass Kenny Barron sich groß anstrengen muss. Die Geläufigkeit schien ihm zuzufliegen, die Geschmeidigkeit der Phrasierungen wirkte angeboren, der Spaß an der anspruchsvollen harmonischen Modernität in der Gestaltung mit der Muttermilch vermittelt. Und je älter er wird, desto deutlicher tritt diese Eigenschaft der pianistischen Omnikompetenz zutage, mit dem Effekt, dass ihn eigentlich nichts mehr wirklich herauszufordern scheint. Ein Trio mit Meistern der begleitenden und kommunizierenden Eleganz wie Dave Holland und Johnathan Blake ist daher ein Heimspiel der Gelassenheit, das mit „Without Deception“ die Möglichkeiten der pianistischen Grenzerfahrung bestenfalls andeutet. So entstehen zehn Songs von akkordisch weit ausgreifendem Jazz-Bossa über post-coltranesken Hardbop bis hin zu durchgereifter Balladenkunst, perfekt balanciert, sophisticated bis in die Nuance. Musik für intellektuelle Wohnzimmer.